# NGC 5937
NGC 5937 је спирална галаксија у сазвежђу Змија која се налази на NGC листи објеката дубоког неба.
Деклинација објекта је - 2° 49' 45" а ректасцензија 15h 30m 46,2s. Привидна величина (магнитуда) објекта NGC 5937 износи 12,3 а фотографска магнитуда 13,1. NGC 5937 је још познат и под ознакама MCG 0-40-1, CGCG 22-2, IRAS 15281-0239, PGC 55281.